# Филарет Мински и Слуцки
Вижте пояснителната страница за други личности с името Филарет.
Филаре́т (на руски: Филарет) е епископ на Руската православна църква, от 31 януари 1990 година предстоятел на Беларуската православна църква с титлата (от 18 февруари 1992) Митрополит Мински и Слуцки, Патриаршески екзарх на цяла Беларус, свещеноархимандрит на Жировицкия манастир „Успение Богородично“ (Митрополит Минский и Слуцкий, Патриарший Экзарх всея Беларуси, Свято-Успенской Жировицкой обители священноархимандрит).

## Произход
Роден е на 21 март 1935 година в Москва със светското име Кирил Варфоломе́евич Вахроме́ев (Кири́лл Варфоломе́евич Вахроме́ев). Вахромееви (до революцията Вахрамееви) са търговски род от Ярославъл.
Прадядото Иван Александрович, основава през 1909 градската борса, чийто пръв председател става неговият родственик Николай Николаевич Вахрамеев. Дядото Александр Иванович е бил кмет.
По случай 300-годишнината от възцаряването на династията Романови през 1913 г. търговците Вахромееви са присъединени към дворянството, след което те се преселват в Москва.
Бащата Варфоломей Александрович (1904 – 1984) е преподавател в Гнесинското музикално училище при Московската консерватория, давал е частни уроци. В числото на неговите ученици били децата от семействата на съветската номенклатура. По случай своя 80-годишен юбилей за съставяне на Учебника по църковно пеене за Духовните училища, Варфоломей Александрович бива награден с орден на св. равноап. кн. Владимир II степен.
Майката Александра Феодоровна (1903 – 1981), а също и по-възрастната сестра Олга Варфоломеевна Вахромеева (1925 –1997) също са били педагози в московски музикални школи.

## Кариера
От 15 април 1975 е митрополит; от 29 септември 1978 – митрополит Мински и Беларуски; от 16 октомври 1989 митрополит Мински и Гродненски, Екзарх на Беларус; от 14 април 1981 като председател на Отдела по външни църковни връзки е постоянен член на Светия синод на Руската православна църква. До 14 ноември 1989 е председател на Отдела по външни църковни връзки на Московската Патриаршия.
От 1990 до 1995 е депутат във Върховния съвет на Беларус.

## Награди

### Награди на СССР
- Орден на Дружбата на народите

### Награди на Беларус
- Герой на Беларус
- Орден на Отечеството III степен (1998)[1]
- Орден на Дружбата на народите
- Орден на Франциск Скорина [2]

### Награди на Русия
- Орден „За заслуги пред Отечеството“ IV степен (2003)[3]

### Църковни награди
- Орден на светия равноапостолен велик княз Владимира I степен (1971)
- Орден на преподобния Сергий Радонежский I степен (1982)
- Орден на преподобния Серафим Саровский I степен [4]
- Орден на преподобния Андрей Рубльов I степен (2003)[5]
- Орден на светия велик княз Владимир II степен (1969)

## Забележки
1. ↑  Указ Президента Республики Беларусь от 23 сентября 1998 г. № 461 „О награждении Митрополита Филарета (К.В.Вахромеева) орденом Отечества III степени“
2. ↑  Награда белорусского государства
3. ↑  Заседание Священного Синода Русской Православной Церкви в Сарове. 30 июля 2003 года[неработеща препратка]
4. ↑  Президент Беларуси Александр Лукашенко вручил Митрополиту Минскому и Слуцкому Филарету, Патриаршему Экзарху всея Беларуси орден Дружбы народов
5. ↑  Предстоятель поздравил Митрополита Минского и Слуцкого Филарета, Патриаршего Экзарха всея Белоруссии, и наградил его орденом прп. Андрея Рублева I ст.